# Trisephena trientor
Trisephena trientor är en insektsart som beskrevs av Medler 1990. Trisephena trientor ingår i släktet Trisephena och familjen Flatidae. Inga underarter finns listade i Catalogue of Life.